# Cayaponia cogniauxiana
Cayaponia cogniauxiana är en gurkväxtart som beskrevs av Gomes-klein. Cayaponia cogniauxiana ingår i släktet Cayaponia och familjen gurkväxter. Inga underarter finns listade i Catalogue of Life.